# Kosei Nishihira
Kosei Nishihira (10 juin 1942 — Nishihara, 14 mai 2007) est un karatéka et maître des arts martiaux Japonais.

## Biographie
Kosei Nishihira naquit le 10 juin 1942 dans un petit village près de Yonabaru, au sud d'Okinawa, au Japon. Jusqu’à l’âge de quinze ans environ , il a régulièrement pratiqué avec engagement grâce à son Maître Hohan Sōken,, le style de karate “orthodoxe”, également connu comme Shorin Ryu Matsumura Seito ,. Le style que le jeune Nishihira apprenait étant très difficile, il n’était transmis personnellement  et avec rigueur qu’à peu de “uchi-deshi” (élèves internes) , de manière très sélective et privée,. Des cours étaient donnés aussi à des « étudiants externes » japonais, américains ou autres, même si les techniques considérées comme secrètes ou trop dangereuses pour le karateka moyen n’ont jamais été dévoilées,. 
À l’âge de trente ans environ, il épousa la fille d’un expert de  kobudō d'Okinawa et il eut deux fils. Il ouvrit un  magasin de bentoyasan à Nishihara, près de la maison de Hohan Soken; même si ses journées étaient bien remplies, il continua à pratiquer le karate avec une passion encore plus forte, avec son Sensei. Sa diligence et son engagement dans la pratique de son style l’ont rapproché advantage du Grand Master Soken qu’il appelait “Tan-mei” (tonton),; il resta à ses côtés, prenant soin de lui jusqu’à sa mort. Dans sa vie, Nishihira dut souvent faire face à des adversaires nettement plus forts qu’il parvint à battre grâce aux cours sévères et impegnativi de son Grand Master Soken. En effet, il était parfaitement conscient  de l’efficacité de ses techniques et n’avait pas besoin de créer un style différent. Même s’il resta “caché” pendant de nombreuses années, Kosei Nishihira devint également un Grand Maître, reconnu au niveau international en tant que l’héritier de Karate Matsumura Seito du Gran Maître Soken,. Toutefois, grâce à sa nature humble et réservée, il resta fidèle au désir de son Maître de ne “diffuser” son style qu’aux meilleurs étudiants, au point que même pas ses voisins étaient au courant du fait qu’il était un karatéka renommé au niveau mondial. Actuellement, quelques maîtres de karaté dans le monde affirment avoir été des étudiants du Maître Nishihira. Toutefois, avant de mourir, Maître Nishihira reconnut expressément les maîtres suivants comme ses seuls élèves: Giuseppe Meloni (Représentant européen), Ricky Rose (États-Unis), Theodore Lange (Australie) et Richard Boyle. Ricky Rose et Theodore Lange furent les élèves de Soken Hohan avant d’être également les élèves de Nishihira.